# Британська Ост-Індійська компанія

Прапор Британської Ост-Індійської компанії

Британська Ост-Індійська компанія (англ. East India Company) — англійська приватна компанія з торгівлі з країнами Ост-Індії та Китаєм, яка існувала з 1600 по 1858 р.
Компанія отримала контроль над значною частиною Індійського субконтиненту та Гонконгу. На піку свого розвитку компанія була найбільшою корпорацією у світі за різними показниками та мала власні збройні сили, що перевищували чисельність британської армії в певні проміжки часу.

## Історія
У 1600 р. згідно з хартією королеви Єлизавети засновується Ост-Індійська компанія, що отримала монопольне право на торгівлю з Ост-Індією.
Компанія мала великий вплив на життя і політичні рішення всієї Британської Імперії і відігравала важливу роль у її створенні.
Колишні співробітники компанії, заробивши великі на ті часи гроші після відходу від справ ставали як правило дуже багатими і впливовими людьми в Британській Імперії, великими землевласниками, отримували дворянські титули, проходили в англійський парламент, лобіюючи інтереси компанії.
Крім того, компанія платила власним коштом велику зарплатню військовим і чиновникам британських колоній, забезпечуючи таким чином власні інтереси. Про це існує чимало згадок в різних книжках, як наукових, так і в художніх.

### Індійський період
Діяльність Британської Ост-Індійської компанії в Індії почалась в 1612 році, коли Джахангір дозволив заснувати факторію в Сурат.
У 1612 році збройні сили компанії завдають серйозної поразки португальцям в битві при Сува. В 1640 місцевий правитель Віджаянагара дозволив заснувати другу факторію в Мадрасі. В 1647 році компанія вже має 23 факторії в Індії.
У 1687 штаб-квартира Компанії в Західній Азії була переміщена з Сурату в Мумбай. Компанія спробувала силою домогтися торговельних привілеїв, але програла, і була змушена просити Великого Могола про милість. У 1690 році було засновано поселення компанії в Калькутті, після відповідного дозволу Великого Могола. Почалася експансія Компанії на субконтинент. У той же час така ж експансія відбулася низкою інших європейських компаній — Голландської, Французької та Данської.
У 1757 році в битві при Плессі війська Британської Ост-Індійської компанії на чолі з Робертом Клайвом розбили війська бенгальського правителя Сіраджа-уд-Даула. Після перемоги при Буксарі (1764) компанія отримала право на правління Бенгалією, Біхаром і Оріссою.
Англо-майсурські війни 1766—1799 років і Англо-маратхські війни 1772—1818 років встановили домінування компанії на південь від річки Сатледж.
Британці монополізували зовнішню торгівлю Бенгалії, а також найважливіші галузі внутрішньобенгальської торгівлі. Різко зросли податки. Результатом був страшний голод 1769—1770 років, під час якого загинуло від 7 до 10 мільйонів бенгальців. У 1780-1790-х роках голод у Бенгалії повторився.
Експансія Британської Ост-Індійської компанії мала дві основні форми. Першою було використання субсидіарних договорів. Місцеві правителі передавали Компанії ведення зовнішньої політики і зобов'язувалися виплачувати «субсидію» на утримання армії Компанії. У разі невиплат князівством «субсидії» його територія анексувалася британцями. Місцевий правитель зобов'язувався утримувати британського чиновника («резидента») при своєму дворі. Таким чином, компанія визнавала «тубільні держави». Другою формою було пряме правління.
Британія бачила своїм конкурентом Російську імперію. Побоюючись впливу росіян на Персію, компанія почала посилювати тиск на Афганістан, в 1839—1842 відбулася Перша англо-афганська війна. Росія встановила протекторат над Бухарським ханством і приєднала Самарканд в 1868, між двома імперіями почалося суперництво за вплив у Середній Азії, «Велика гра».
У 1857 році спалахнуло повстання проти британської Ост-Індійської компанії, відоме в Індії як Перша війна за незалежність або Повстання сипаїв. Однак заколот було придушено, і Британська імперія встановила прямий адміністративний контроль майже над усією територією Південної Азії.

## Монополія

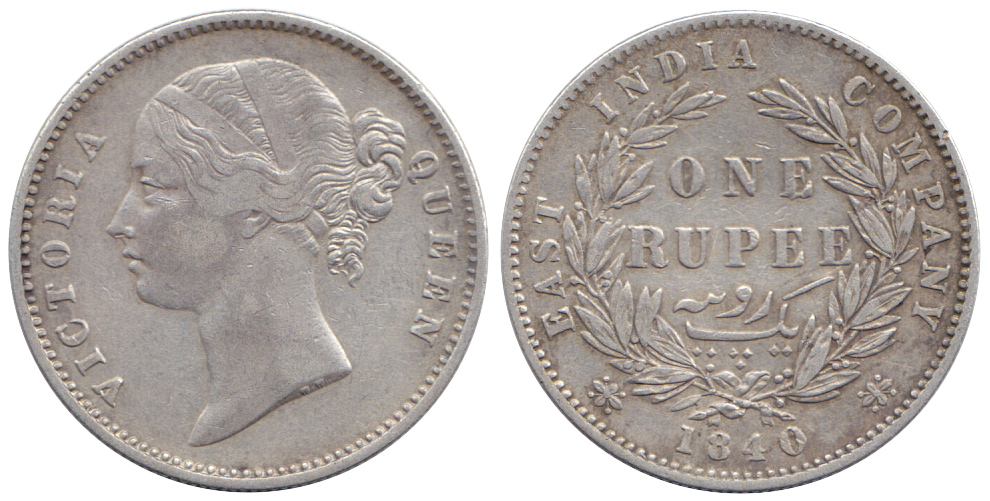
Рупія Британської Ост-Індської компанії, королева Вікторія, срібло 1840 року.

Після свого утворення компанія організувала власне лобі в англійському парламенті. Вона опинилася під тиском підприємців, які хотіли відкрити власні торгові фірми в Індії. У 1694 була зроблена дерегуляція, незабаром скасована. У 1698 була заснована «паралельна» компанія («Англійська компанія, яка торгує з Ост-Індіями»). Після ряду розбіжностей, і в Англії, і в Індії, в 1708 році обидві компанії злилися. В обмін на продовження торгових привілеїв, об'єднана компанія виплатила казначейству 3 млн 200 тис. фунтів стерлінгів.
У 1720 році 15 % британського імпорту було з Індії. Практично весь цей імпорт проходив через компанію. Під тиском лобістів компанії, її ексклюзивні привілеї продовжувалися в 1712 і 1730 — до 1766 року.
У наступні роки англо-французькі відносини різко погіршилися. Сутички призвели до різкого збільшення державних витрат. Вже у 1742 році привілеї компанії продовжилися урядом до 1783 в обмін на позику в 1 млн фунтів стерлінгів.
Семирічна війна 1756—1763 закінчилася поразкою Франції. Їй вдалося зберегти тільки маленькі анклави без військової присутності. Британія почала свою бурхливу експансію в Індії. Витрати на захоплення Бенгалії викликали серйозні фінансові труднощі компанії, які були посилені економічною стагнацією в Європі. Рада директорів спробувала уникнути банкрутства, звернувшись до парламенту за фінансовою допомогою. У 1773 році компанія отримала більше автономії в своїх торгових операціях в Індії, і почала торгівлю з Америкою. Монополістична діяльність компанії стала приводом для Бостонського чаювання.
До 1813 року компанія захопила контроль над всією Індією, виключаючи Пенджаб, Сінд і Непал. Місцеві князі стали васалами Компанії. Викликані цим витрати змусили звернутися до парламенту з петицією про допомогу. В результаті була скасована монополія, виключаючи торгівлю чаєм, і торгівлю з Китаєм. У 1833 році залишки торгової монополії були знищені.
У 1845 році голландську колонію Транкебар було продано Британії. Компанія почала розширювати свій вплив на Китай, Філіппіни і Яву. Відчуваючи нестачу коштів для закупівель чаю в Китаї, компанія почала масове вирощування в Індії опіуму для експорту в Китай.

## Кінець компанії
Після Індійського національного повстання в 1857 році англійським парламентом було прийнято Акт про краще управління Індією, згідно з яким компанія з 1858 року передавала свої адміністративні функції британській короні. У 1874 році компанію було ліквідовано.

## Символи

### Прапор

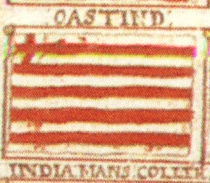
Прапор (1685)
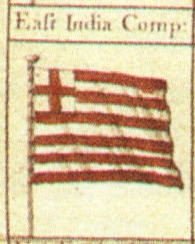
Прапор (1700)
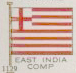
Прапор (1717)
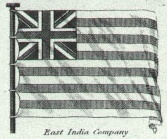
Прапор (1820)
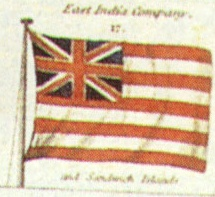
Прапор (1842)
1600–1707
1707–1801
1801–1874